# Zalishchyky
Zalishchyky (/zɑːliʃˈtʃiːki/; em ucraniano:  Залiщики, transl. Zalishchyky) é uma cidade da Ucrânia, situada no Oblast de Ternopil. Tem 7 km² de área e sua população em 2020 foi estimada em 9.309 habitantes.